# لین یون-جو
لین یون-جو (انگلیسی: Lin Yun-ju؛ زادهٔ ۱۷ اوت ۲۰۰۱) بازیکن تنیس روی میز اهل چین تایپه است.
وی در مسابقات کشوری و بین‌المللی در مجموع برندهٔ ۵ مدال برنز شده‌است.